# ريتشارد ستوكر
ريتشارد ستوكر (بالإنجليزية: Richard Stoker)‏ (8 نوفمبر 1938 في المملكة المتحدة)؛ شاعر، ملحن، كاتب وروائي بريطاني.